# Osnowo
Osnowo – wieś w Polsce położona w województwie kujawsko-pomorskim, w powiecie chełmińskim, w gminie Chełmno.
W latach 1939–1945 położona była w okręgu Rzeszy Gdańsk-Prusy Zachodnie, w rejencji bydgoskiej (Regierungsbezirk Bromberg), w powiecie Chełmno (Kreis Kulm).
W latach 1975–1998 miejscowość należała administracyjnie do województwa toruńskiego.

## Demografia
W roku 2006 Osnowo zamieszkiwało 90 osób. Według Narodowego Spisu Powszechnego (III 2011 r.) wieś liczyła 94 mieszkańców. Jest najmniejszą miejscowością gminy Chełmno.

## Historia
Informacje znalezione w Kronikach chełmińskich:
- pierwsze wzmianki o wsi pochodzą z XVI wieku
- w 1589 roku we wsi zbudowano wiatrak
- w 1603 roku we wsi zmarło 2 gburów (gospodarzy), a ich posiadłości zmieniono na folwark
- pod koniec XVII wieku dzierżawił tam ziemie Andrzej rodem z Danii, który dostał się tam jako żołnierz podczas wojny ze Szwecją, po pokoju oliwskim ożenił się i osiadł w Osnowie na stałe. Żył pobożnie, odbywał pielgrzymkę do Rzymu, Baru i Composteli, potem zajął pustelnię na górze przy kaplicy św. Wawrzyńca, zmarł w 1710 roku
- w 1706 roku Potocki przybył tam z wizytacją i donosi, że było tam 5 gburów, lecz inne źródła mówią, że wieś była wtedy pusta
- w czasie zaborów wieś nosiła nazwę Muehle i zbudowano tam 3 wiatraki niemieckie
- wieś była własnością benedyktynek z Chełmna.

W latach 1939 - 1942 dotychczasową nazwą wsi było Osnowo, lecz po przeprowadzonej zamianie nazw miejscowości w Okręgu Rzeszy Gdańsk-Prusy Zachodnie, w latach 1942 - 1945 nazywała się Kulmischsnau.